# Premiul Prešeren
Premiul Prešeren (în slovenă Prešernova nagrada), numit și Marele Premiu Prešeren (în slovenă Velika Prešernova nagrada), este cea mai înaltă decorație în domeniul creației artistice (și înainte de 1961 și în domeniul științific) din Slovenia. Este acordat în fiecare an (din 1947) de către Fondul Prešeren (în slovenă Prešernov sklad) la doi artiști sloveni eminenți, a căror operă a fost prezentată publicului cu cel puțin doi ani în urmă. În general, poate fi acordat unui artist o singură dată, dar poate fi acordat și unui grup de artiști. Este acordat în ajunul Zilei lui Prešeren, sărbătoarea culturală slovenă cu ocazia aniversării morții lui France Prešeren, poetul național sloven. Cu aceeași ocazie, Premiile Fondului Prešeren (în slovenă nagrade Prešernovega sklada) sau Premiile mici Prešeren (în slovenă male Prešernove nagrade) sunt acordate unui număr de până la șase artiști. Beneficiarii primesc, de asemenea, un premiu financiar, Premiul Prešeren fiind de trei ori mai valoros ca Premiul Fondului Prešeren. În ultimii ani, premiile au fost acordate din ce în ce mai mult pentru munca de o viață.
Premiile Prešeren sunt, de asemenea, acordate anual de către facultățile și academiile de artă care sunt membre ale Universității din Ljubljana. Aceste premii se numesc premiile Prešeren pentru studenți (în slovenă Študentska Prešernova nagrada) și premiile Prešeren universitare (în slovenă Univerzitetne Prešernove nagrade)  și sunt acordate celor mai buni studenți, atât în domeniul artei, cât și al științei.

## Istorie

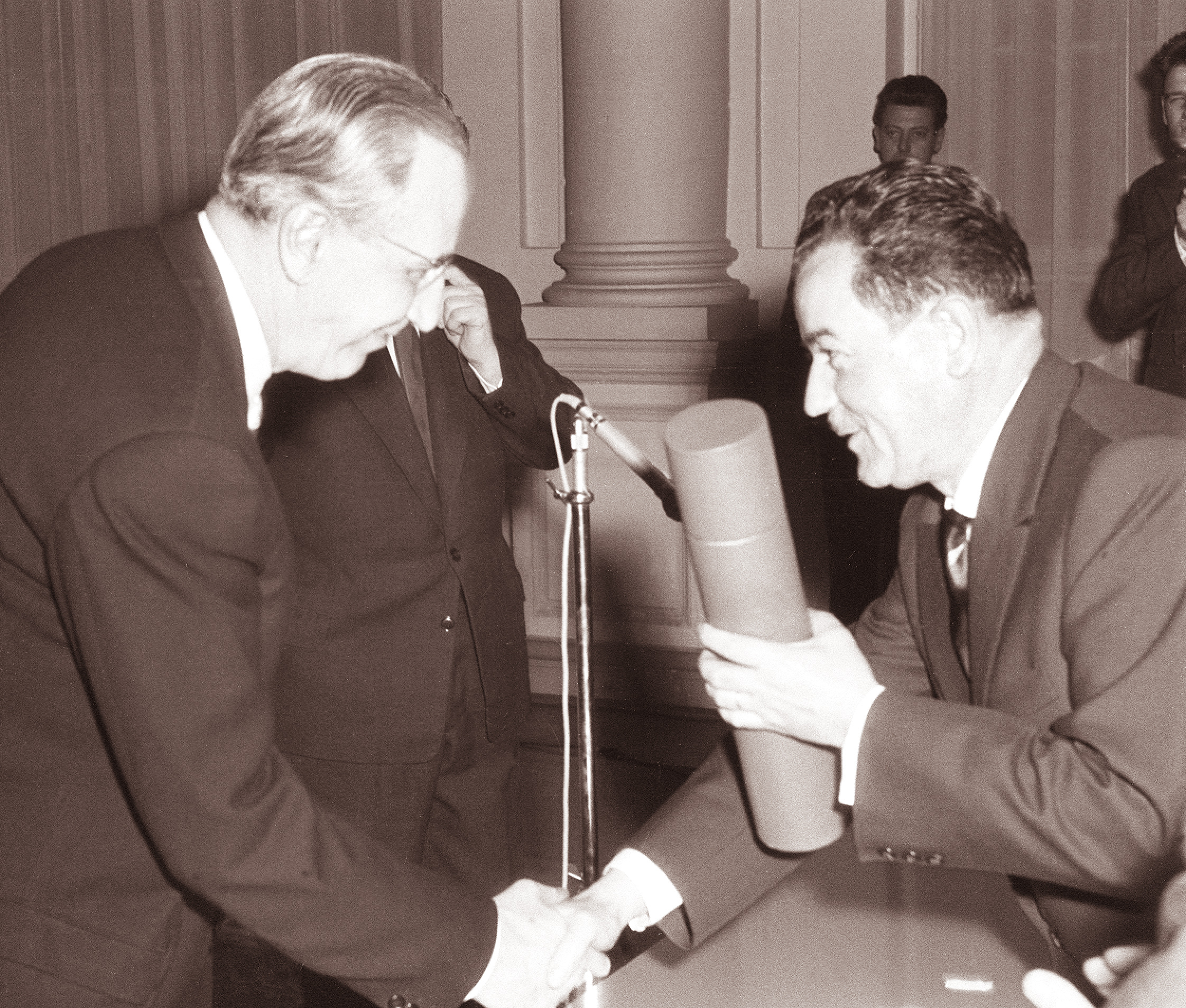
Premiile Prešeren din 1961

Premiul Prešeren a fost acordat pentru prima dată în 1947, pe baza unui decret din 1946. A fost acordat inițial la 8 februarie, de Ziua lui Prešeren, sărbătoarea care comemorează aniversarea morții poetului național sloven France Prešeren. În 1955, a fost adoptat primul act privind premiile Prešeren. Prin aceasta, premiul și-a câștigat denumirea actuală și a fost înființat Fondul Prešeren, care prin modificările actului din 1956 a dobândit personalitate juridică. Din 1961, premiile au fost acordate și pentru munca de o viață. În plus, a fost introdus Premiul Fondului Prešeren. Din acel an, aceste premii au fost acordate doar pentru realizări excepționale în domeniul artelor. 
În 1982, Fondul Prešeren a intrat sub auspiciul Comunității Culturale din Slovenia. Au fost acordate cel mult trei Premii Prešeren și zece Premii Fondul Prešeren. Din 1991, când Legea Premiului Prešeren (Zakon o Prešernovi nagradi) a fost adoptată, Fondul funcționează sub egida organului administrativ sloven responsabil de cultură. Potrivit actului, pot fi acordate cel mult două premii.

## Fondul Prešeren
Premiul Prešeren și Premiul Fondului Prešeren sunt acordate de Consiliul de administrație al fondului Prešeren (Upravni odbor Prešernovega sklada). Cei 15 membri ai săi sunt artiști sau alți lucrători culturali, precum critici, istorici și teoreticieni. Aceștia sunt numiți de guvernul sloven și aleși pentru un mandat de patru ani de către Adunarea Națională a Sloveniei. Consiliul, care a fost ales ultima dată în mai 2008, l-a ales pe Jaroslav Skrušny ca președinte în iulie 2008.
Fondul Prešeren funcționează acum sub auspiciul Ministerului Culturii din Slovenia
Într-un interviu din februarie 2012, Skrušny a descris activitatea Consiliului de administrație ca fiind independentă și a negat orice presiune politică în ultimii câțiva ani.

## Selectarea și proclamarea câștigătorilor
La 10 februarie în fiecare an, Fondul Prešeren anunță o dezbatere publică, care durează până la 15 septembrie. Orice persoană fizică sau juridică poate nominaliza autori pentru premiu, dar trebuie să aducă argumente și referințe adecvate. În fiecare an sunt înaintate aproximativ 100 de propuneri, majoritatea fiind din artele spectacolului. Selecția se bazează pe valoarea artistică a lucrărilor artiștilor propuși, precum și pe alte criterii, cum ar fi reprezentarea egală a genului, regiunilor, generațiilor și vederilor asupra lumii, încercând să se realizeze o alegere echilibrată și plurală. Atât artiști consacrați, cât și debutanți au câștigat premiul. Candidații sunt apoi selectați de cele patru comitete ale Fondului Prešeren, fiecare cuprinzând șapte membri numiți de Consiliul de Administrație al Fondului Prešeren. Fiecare comitet propune două nume pentru Premiul Prešeren și șase nume pentru Premiul Fondului Prešeren, în total opt pentru premiul mare și 24 pentru premiul mic. Consiliul face apoi selecția finală cu un vot secret în noiembrie, după o discuție lungă și proclamă premianții după ce sunt aleși de două treimi din membri. Dacă este necesar, pot avea loc mai multe tururi de vot. Cu toate că în trecut, numele premianților au fost anunțate deja la 3 decembrie, data aniversării nașterii lui Prešeren, în ultimii ani au rămas secrete până la ceremonia de premiere.

## Date despre premianți
De la declararea independenței Sloveniei în 1991, majoritatea câștigătorilor Premiului Prešeren au fost artiști literari, printre ei singura femeie fiind Svetlana Makarovič⁠(d), care a refuzat premiul în 2000, dar a acceptat banii. Din domeniul artelor spectacolului, doar doi artiști au câștigat premiul. Din domeniul muzicii, premianții au fost în principal compozitori și dirijori, singurul instrumentist fiind flautista Irena Grafenauer⁠(d). O tendință generală a bărbaților în vârstă activi în artele instituționalizate este recunoscută printre premiați. Grupul câștigătorilor Premiului Fondului Prešeren este mai divers.
La prima ediție din 1947, Premiile Prešeren au fost acordate compozitorului Blaž Arnič, poetului Matej Bor⁠(d), poetului Igo Gruden⁠(d), pictorului Božidar Jakac⁠(d), sculptorului Boris Kalin, pictorului Gojmir Anton Kos⁠(d), geografului Anton Melik⁠(d), scriitorului Ivan Potrč, scriitorului Tone Seliškar⁠(d), compozitorului Lucijan Marija Škerjanc și scriitorului Vitomil Zupan⁠(d). 